# Gulášový socialismus

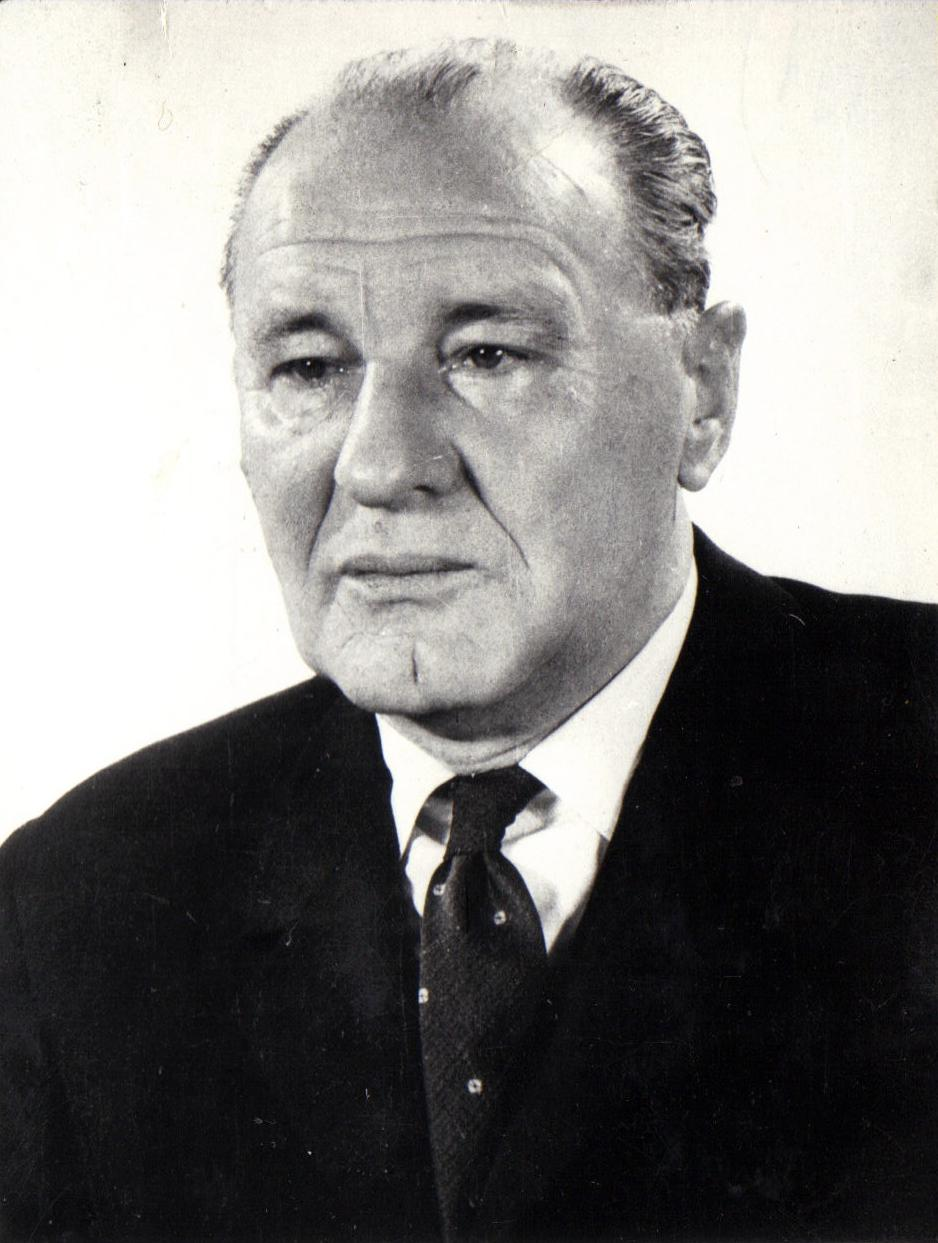
János Kádár, otec tohoto období

Gulášový socialismus či gulášový komunismus, nebo také kádárismus, je označení pro období vývoje Maďarské lidové republiky v letech 1962–1989 pod vedením Jánose Kádára. Jedná se o socialismus se značně liberálními prvky. Guláš v názvu, dělaný z množství různorodých surovin, má ilustrovat, jak se stal maďarský socialismus mixem ideologií, a nebyl tak již striktně vázán na marxismus-leninismus předchozích dekád.

## Názvy
Názvy či označení tohoto období jsou různé:
- kádárismus
- měkký režim
- gulášový komunismus
- gulášový socialismus
- chladničkový socialismus

## Vývoj
Gulášový socialismus se vyznačoval značným liberalismem v maďarském hospodářství a životě společnosti. 
Z kraje 60. let se liberalismus šířil opatrně. Každý, kdo veřejné věci nekritizoval a nenapadal stranickou linii, se těšil přijatelné míře svobody ve svém soukromí a nebyl nucen účastnit se nejrůznějších ideologických akcí. Policejní akce se omezily, členství ve straně MSZMP či mládežnické organizaci KISZ nebylo povinné, za chození do kostela či poslouchání západního rozhlasu nebyly téměř žádné tresty. Došlo k povolení soukromého sektoru a podnikaní, reálné příjmy se zdvojnásobily, zatímco pracovní doba se neustále zkracovala. Mnoho maďarských rodin se mohlo vypravit na zahraniční dovolené. Došlo k masivnímu nárůstu počtu televizorů, ledniček, praček, vysavačů a gramofonů, čímž MLR předehnala všechny země tehdejšího Východního bloku. Počet aut v osobním vlastnictví vzrostl z 18 500 v roce 1960 na více než 220 000 v roce 1970. Od roku 1980 si také mohlo více než 100 000 obyvatel dovolit pořídit si chatu u Balatonu. Výrazně se také zlepšila situace ve školství, byla například obnovena výuka západních jazyků, především angličtiny, která v 70. letech předhonila do té doby po ruštině nejdůležitější němčinu.
MLR se tak stala „nejveselejším barákem“ v celém socialistickém Východním bloku.
Vysoká životní úroveň však byla vykoupena čím dál většími zahraničními půjčkami, které se nejvíce projevily koncem 80. let.

## Gulášový komunismus ústy stvořitele
| „                                                                    | Kdo není proti nám, je s námi. Nechci budovat socialistickou společnost jen na předepsaných principech marxismu-leninismu, nebo na vládě jedné strany. Ale naopak: musíme vybudovat socialistickou společnost, protože poskytuje lidem lepší život a domácí a národní prosperitu. Lidé na základě toho dělají pokroky při rozvoji národního hospodářství a kultury, protože ovlivňuje životy většiny. | “ |
| — János Kádár na kongresu Vlastenecké národní fronty v prosinci 1961 | |   |